# Reinier Kreijermaat
Reinier Kreijermaat (Utrecht, 1935. április 25. – 2018. január 22.) válogatott holland labdarúgó, középpályás.

## Pályafutása

### Klubcsapatban
Az Elinkwijk korosztályos csapatában kezdte a labdarúgást, majd 1956 és 1959 között az első csapatban szerepelt. 1959 és 1967 között a Feyenoord labdarúgója volt és három bajnoki cím és egy holland kupa győzelemnek volt részese. 1967–68-ban a Xerxes labdarúgója volt, majd visszavonult az aktív labdarúgástól.

### A válogatottban
1961-ben két alkalommal szerepelt a holland válogatottban. 1961. október 22-én Budapesten Magyarország ellen debütált egy világbajnoki selejtező-mérkőzésen, amely 3-3-as döntetlennel ért véget. Majd ugyanebben az évben november 12-én hazai pályán Amszterdamban lépett pályára utoljára a holland válogatott mezében Belgium ellen, ahol súlyos 4–0-s vereséget szenvedett a csapattal.

## Sikerei, díjai
Feyenoord
- Holland bajnokság
  - bajnok (3): 1960–61, 1961–62, 1964–65
- Holland kupa (KNVB)
  - győztes: 1965

## Statisztika

### Mérkőzései a válogatottban
| Hollandia | Hollandia          | Hollandia                    | Hollandia    | Hollandia | Hollandia | Hollandia    | Hollandia | Hollandia |
| #         | Dátum              | Helyszín                     | Hazai        | Eredmény  | Vendég    | Kiírás       | Gólok     | Esemény   |
| --------- | ------------------ | ---------------------------- | ------------ | --------- | --------- | ------------ | --------- | --------- |
| 1.        | 1961. október 22.  | Budapest, Népstadion         | Magyarország | 3 – 3     | Hollandia | vb-selejtező | -         |           |
| 2.        | 1961. november 12. | Amszterdam, Olimpiai Stadion | Hollandia    | 0 – 4     | Belgium   | barátságos   | -         |           |
|           | Összesen           |                              |              | 2         | mérkőzés  |              | 0         | gól       |